# موزی عزت
موزی ایزت (ترکی استانبولی: İzzet؛ زادهٔ ۳۱ اکتبر ۱۹۷۴) یک بازیکن فوتبال اهل ترکیه است.
وی همچنین در تیم ملی فوتبال ترکیه بازی کرده‌است.